# Aeroportul Ujae
Aeroportul Ujae (IATA: UJE) este un aeroport din Insulele Marshall ce deservește zona Ujae Atoll⁠(d).
Situat la o altitudine de 2 m, aeroportul dispune de o singură pistă.